# ديف أوبراين
ديف أوبراين (بالإنجليزية: Dave O'Brien)‏ هو مخرج وممثل أمريكي، ولد في 31 مايو 1912 في الولايات المتحدة، وتوفي بنفس المكان في 8 نوفمبر 1969 بسبب نوبة قلبية.

## أعمال

### أفلام
- (1930) دورية الفجر
- (1933) شارع 42

## وصلات خارجية
- ديف أوبراين على موقع IMDb (الإنجليزية)
- ديف أوبراين على موقع ميتاكريتيك (الإنجليزية)
- ديف أوبراين على موقع روتن توميتوز (الإنجليزية)
- ديف أوبراين على موقع ألو سيني (الفرنسية)
- ديف أوبراين على موقع تيرنر كلاسيك موفيز (الإنجليزية)
- ديف أوبراين على موقع أول موفي (الإنجليزية)
- ديف أوبراين على موقع قاعدة بيانات الأفلام السويدية (السويدية)
- ديف أوبراين على موقع قاعدة بيانات الفيلم (الإنجليزية)
- ديف أوبراين على موقع ليتربوكسد (الإنجليزية)
- ديف أوبراين على موقع كينوبويسك (الروسية)